# 陳龍驤
陳龍驤（1948年—），四川成都人，是中國太極拳家，杨氏太极拳第五代传人。為李雅轩的徒弟和女婿，李敏弟之夫。

## 生平
陳龍驤自8岁起，拜父親的好友、杨氏太极拳传人李雅轩為師，習練太极拳。1965年，進入成都飞机工业有限责任公司工作，在该公司的疗养院教太極拳。
在1978年成都市武术协会成立後，陈龙骧夫妻皆被聘為成都市武术协会委员，並在成都市体委擔任教練，陳龍驤還擔任過成都市武术协会副主席。从1980年開始至今，陈龙骧夫妻將李雅轩遺留下的拳照和手稿整理和編輯出版。1996年，正式成立“成都市李雅轩太极拳武术馆”。
2007年6月，陈龙骧晉升中國武術八段。2011年，李雅轩太极拳被列入四川省非物质文化遗产目录，陈龙骧夫妻同被认定为传承人。

## 家庭
陳龍驤之妻李敏弟（1951年生）是李雅轩的小女兒。陈龙骧與李敏弟的女兒陈骊珠（1980年生），也是知名太极拳和跆拳道練習者。

## 獎項
- 2019年，獲《中华武术》「中国太极拳最具影响力人物奖」[7]。